# Sven Thorell
Sven Gustaf Thorell (ur. 18 lutego 1888 w Sztokholmie, zm. 29 kwietnia 1974 w Bromma) – szwedzki żeglarz sportowy, medalista olimpijski.
Podczas letnich igrzysk olimpijskich w Amsterdamie (1928) zdobył złoty medal w żeglarskiej klasie jole 12-stopowe, dzięki zwycięstwu w dwóch finałowych wyścigów (z czterech rozegranych). Po raz drugi na olimpijskich zawodach żeglarskich wystartował w Los Angeles (1932), zajmując 9. miejsce w klasie Snowbird.
Poza startami w zawodach Sven Thorell był także projektantem łodzi, głównie kajaków i mniejszych żaglówek. Dwie z jego najbardziej znanych konstrukcji to kajak żaglowy Friska i kajak wiosłowy Åland. Był również autorem książek i artykułów o budowie kajaków.